# A1 (イギリスの道路)
A1は、イギリスおよびイングランドの首都ロンドンからスコットランドの首都エディンバラまで延びるイギリスの道路である。番号が振られたイギリスの道路としては同国内最長で、総延長は660km。欧州自動車道路E15号線の一部を構成する。
イギリス運輸省によって1921年に制定された。